# Quartet de corda núm. 16 (Beethoven)
El Quartet de corda núm. 16 en fa major, Op. 135, és l'últim dels 16 quartets de corda de Ludwig van Beethoven. Va ser compost l'octubre de 1826 i estrenat al març de 1828. També aquest va ser l'últim treball important del compositor.
El quartet, anomenat «Der schwer gefaßte Entschluß» ("La difícil decisió"), li deu el seu nom al títol de l'últim moviment. Comença amb uns acords introductoris lents i ombrívols, que porten l'anotació «Muß es sein?» (Ha de ser?), als quals respon, amb el més veloç i alegre tema principal, «Es muß sein!» (Ha de ser!)".
El quartet està dedicat al ric comerciant de tela vienesa Johann Nepomuk Wolfmayer, un admirador de Beethoven. Wolfmayer havia donat suport econòmic diverses vegades a Beethoven i, segons Anton F. Schindler, secretari de Beethoven i biògraf seu, fou un dels "clients més silenciosos però més benefactors del nostre amo".
Després de completar el Quartet op. 135, Beethoven va estar durant un mes en la nova composició del final del seu Quartet de corda núm. 13 en si major. També tenia plans per a un quintet (encarregat per l'editor Anton Diabelli) i una Desena simfonia; no obstant això, totes dues obres no van arribar més enllà d'una etapa inicial.
La seva interpretació dura aproximadament 30 minuts.

## Moviments
Aquest quartet consta de quatre moviments:
1. Allegretto
2. Vivace
3. Lento assai, cantante e tranquillo
4. Der schwer gefaßet Entschluß (la difícil decisió): Grave, ma non troppo tratto («Muss es sein?») – Allegro («Es muss sein!») – Grave, ma non troppo tratto – Allegro (fa menor – fa major)